# آنوپ سینگ (کارگردان)
آنوپ سینگ (به انگلیسی: Anup Singh) (زاده ۱۴ مارس ۱۹۶۱ در دارالسلام) کارگردان اهل کشور سوییس است که اصالت هندی دارد. وی در سال ۲۰۱۳ فیلم قصه را ساخت که جوایز زیادی در جشنواره‌های مختلف برد و باعث شهرتش شد.

## فیلمشناسی
- نام یک رودخانه - ۲۰۰۳
- قصه - ۲۰۱۳
- آواز عقرب‌ها - ٢٠١٦